# Усі страхи Бо
«Усі страхи Бо» (англ. Beau Is Afraid) — американський комедійний фільм жахів режисера Арі Астера, робота над яким почалася 2021 року. Головну роль у фільмі грає Хоакін Фенікс.

## Сюжет
Головний герой фільму — чоловік на ім'я Бо, який дізнається про смерть своєї матері за вкрай підозрілих обставин. Дорогою додому він робить тривожне відкриття про своє минуле. На шляху головний герой зустрічає отруйного павука, заздрісного підлітка, культ сиріт, мисливця за головами верхи на ведмеді, монстра фалічної форми та багато інших жахів.

## В ролях
- Хоакін Фенікс
- Петті Люпон
- Нейтан Лейн
- Кайлі Роджерс
- Емі Райан
- Паркер Поузі
- Стівен Хендерсон
- Дені Меноше
- Майкл Гандольфіні
- Зої Лістер-Джонс
- Хейлі Сквірс
- Арчі Мадекве

## Виробництво
Проект був анонсований 18 лютого 2021 року і мав робочу назву «Бульвар Розчарування» (англ. Disappointment Blvd.).
Виробництвом зайнялася компанія A24, режисером став Арі Астер, а головну роль отримав Хоакін Фенікс. У червні 2021 року до касти приєдналися Петті Люпон, Нейтан Лейн, Кайлі Роджерс і Емі Райан, у липні — Паркер Поузі, Стівен Хендерсон, Дені Меноше, Майкл Гандольфіні, Зої Лістер-Джонс,.
Зйомки почалися 28 червня 2021 в канадському Монреалі, закінчилися в жовтні того ж року.